# Glicina
|  | Per a altres significats, vegeu «Wisteria sinensis». |

La glicina (representat per les lletres Gly o G) és un dels aminoàcids transcripcionals que formen les proteïnes dels éssers vius.
A l'ARN missatger, codifica com a GGU, GGC, GGA i GGG.
La seva fórmula química és NH₂CH₂COOH i la seva massa de 75,07. La glicina és l'aminoàcid més petit, ja que té com a cadena lateral un àtom d'hidrogen i, per tant, no presenta ni propietats hidròfobes ni hidròfiles. Va ser descoberta per Henri Braconnot el 1818 als productes d'hidròlisi de la gelatina. Exerceix com a detoxificador quan es conjuga amb àcids aromàtics, com per exemple l'àcid benzoic.
És un precursor dels nuclis porfirina i purina.

## Al món prebiòtic i com a font d'ATP
Entre les teories que intenten explicar les condicions del món prebiòtic n'hi ha una que sosté que la primera atmosfera de la Terra era molt reductora (sense oxigen), rica en metà, amoníac, aigua i hidrogen, amb una gran quantitat de radiació solar i llamps. Als anys 50, Stanley Miller i Harold Urey van elaborar un experiment per tal d'esbrinar si es podien sintetitzar les biomolècules més simples a partir d'aquests elements. Quan van analitzar els resultats van observar que s'havien obtingut compostos orgànics entre els quals es trobava la glicina.
S'estima que en aquest món prebiòtic aquest aminoàcid es trobava en grans quantitats i que podria ser utilitzat com a font d'energia per a la producció d'ATP. La degradació de la glicina a àcid acètic va poder ser una font de generació d'ATP que funcionés al començament de l'evolució, en les formes més rudimentàries de vida. L'enllaç entre el carboni i el nitrogen de l'aminoàcid es redueix i l'energia alliberada per aquesta hidròlisi és utilitzada per a la unió de l'ADP i l'ortofosfat (Pi).
GLICINA + FOSFAT + ADP + 2H+ + 2e- → ÀCID ACÈTIC + AMONÍAC + ATP

## Biosíntesi
La glicina se sintetitza a partir de la serina, que, alhora, prové del 3-fosfoglicerat.
La principal via metabòlica per a la formació de la serina és la mateixa en tots els organismes. En el primer pas, el grup hidroxil del 3-fosfoglicerat és oxidat per un enzim deshidrogenasa (utilitzant NAD+) per donar 3-fosfohidroxipiruvat. Per transaminació, a partir de glutamat es forma 3-fosfoserina, que s'hidrolitza per acció de la fosfoserina fosfatasa per donar serina lliure. La serina (3 carbonis) és el precursor de la glicina (2 carbonis) per eliminació d'un àtom de carboni mitjançant la serina hidroximetiltransferasa. El tetrahidrofolat és l'acceptor del carboni ß (C-3) de la serina, que forma un pont metilè entre N-5 i N-10 per donar N5,N10-metilentetrahidrofolat. La reacció global, que és reversible, requereix piridoxal fosfat.
En el fetge dels invertebrats la glicina també pot sintetitzar-se a través d'una altra via: la reacció inversa, catalitzada per la glicina sintasa:
CO₂ + NH4+ + NADH + H+ + N5, N10 -metilenotetrahidrofolat → Glicina + NAD + tetrahidrofolat

## Degradació
La glicina és classificada com un aminoàcid glucogènic, ja que pot ser convertit a serina per la serina hidroximetiltransferasa i la serina pot convertir-se, de nou, a l'intermediari glucolític, 3-fosfoglicerat o a piruvat per la serina/treonina deshidratasa.
La glicina es degrada per vía piruvat a acetil-CoA per entrar al cicle de l'àcid cítric o s'utilitza per a la síntesi d'àcids grassos. La degradació de la glicina es fa per dues rutes:
En una de les rutes principals dels bacteris, la glicina es converteix en serina per addició enzimàtica d'un grup hidroximetil. Aquesta reacció, catalitzada per la serina hidroximetil transferasa, necessita l'acció dels coenzims tetrahidrofolat i pirodoxil fosfat.
En la segona ruta, que és predominant en animals, la glicina experimenta una ruptura oxidativa, donant CO₂, NH4+ i un grup metilè (-CH-). Aquesta reacció és fàcilment reversible, catalitzada per la glicina sintasa, també necessita tetrahidrofolat, que accepta el grup metilè. En aquesta via de ruptura oxidativa els dos àtoms de carboni de la glicina no entren en el cicle de l'àcid cítric. Un carboni es perd en forma de CO₂, mentre l'altre forma el grup metilè del N5, N10 -metilenotetrahidrofolat, un donador de grup monocarbonat en certes rutes metabòliques.

## En les proteïnes
| Proteïna  | Nombre mitjà |
| --------- | ------------ |
| α-caseïna | 37.3         |
| gliadina  | 0            |
| Col·lagen | 354.6        |
| Queratina | 78           |
| Miosina   | 39           |

Degut al fet que la glicina és l'aminoàcid més petit, amb un únic àtom d'hidrogen com a cadena lateral, la seva presència és notable a les proteïnes fibroses estructurals. La glicina és especialment abundant en el col·lagen animal. El col·lagen és una proteïna que forma part del teixit conjuntiu i és la proteïna majoritària en mamífers i aus. La seva unitat estructural és el tropocol·lagen, que consta de tres cadenes que s'encreuen entre elles aportant resistència i elasticitat als teixits. En la seva estructura primària la glicina està distribuïda de manera regular, ocupant la posició d'un de cada tres aminoàcids. La conformació de la triple hèlix de col·lagen fa que els residus de glicina quedin orientats cap a l'interior; on no hi hauria espai per aminoàcids amb cadenes laterals més grans.

### Substitucions
Les substitucions de la glicina solen comportar disfuncions importants dels col·lagen. Si un aminoàcid més gran ocupa la posició de la glicina en el col·lagen, la seva estructura es veu greument afectada i això ocasiona problemes en la seva funció estructural. Aquestes substitucions poden tenir incidència en un ampli espectre de funcions fisiològiques. Són molt visibles quan ocasionen problemes dermatològics.
Són la causa principal de la síndrome d'Ehlers-Danlos (SED)., un conjunt de malalties del teixit connectiu que es caracteritza per hiperlaxitud articular, extensibilitat de la pell i fragilitat dels teixits. De la mateixa manera estan relacionades amb l'osteogènesi imperfecta, l'epidermòlisi distròfica bullosa i la dermatitis atòpica. En cada cas, les mutacions (i, per tant, substitucions) estan relacionades amb gens diferents. S'estan publicant estudis per acabar de determinar aquestes relacions d'una manera precisa

## Aplicacions clíniques

### Farmacologia
És emprada en el tractament de les miopaties i miocarditis. També és administrat per via parenteral com a tractament en algunes arteritis per la seva funció vasodilatadora.

### Neurologia
En algunes neurones de la medul·la espinal i del tronc cerebral, la glicina actua com a neuromediador inhibidor disminuint l'activitat de la neurona postsinàptica a causa d'una hiperpolarització de la membrana postsinàptica. També es troba a les interneurones per a suprimir l'activitat motoneuronal.
La glicina actua com a inhibidor a les neurones abans esmentades quan es produeix un augment de la conductància per l'ió clorur a les membranes postsinàptiques.